# Số vòng quay tổng tài sản
Số vòng quay tổng tài sản (hay gọi tắt là Số vòng quay tài sản) là một tỷ số tài chính, là thước đo khái quát nhất hiệu quả sử dụng tài sản của doanh nghiệp. Tỷ số này được tính ra bằng cách lấy doanh thu thuần (ròng) đạt được trong một thời kỳ nhất định chia cho giá trị bình quân tổng tài sản (bao gồm cả tài sản lưu động lẫn tài sản cố định) của doanh nghiệp trong cũng kỳ đó. Giá trị bình quân tính bằng trung bình cộng của giá trị đầu kỳ và giá trị cuối kỳ. Tỷ số này cho biết mỗi đồng tài sản tạo ra cho doanh nghiệp bao nhiêu đồng doanh thu.